# 吴元涤
吴元涤（？—20世纪），字子修，江苏江阴人，生物学家。

## 生平
毕业于江苏师范学堂优级选科博物科，先后担任多所大学的教授。1927年9月，第四中山大学区苏州中学成立，吴元涤谢绝了北京大学、浙江大学的邀请，担任苏中生物教员以及自然学科首席教员。1933年，胡焕庸校长被调回国立中央大学，由他担任苏州中学校长。

## 著作
著有《高等生物学》、《普通胚胎学》等书。
| 前任： 胡焕庸 | 苏州中学校长 1933年—1935年 | 繼任： 邵鹤亭 |